# Melanargia niculescui
Melanargia niculescui är en fjärilsart som beskrevs av Varin 1963. Melanargia niculescui ingår i släktet Melanargia och familjen praktfjärilar. Inga underarter finns listade i Catalogue of Life.